# Souffrignac
Souffrignac is een gemeente in het Franse departement Charente (regio Nouvelle-Aquitaine) en telt 157 inwoners (1999). De plaats maakt deel uit van het arrondissement Angoulême.

## Geografie
De oppervlakte van Souffrignac bedraagt 9,3 km², de bevolkingsdichtheid is 16,9 inwoners per km².
De onderstaande kaart toont de ligging van Souffrignac met de belangrijkste infrastructuur en aangrenzende gemeenten.

## Demografie
Onderstaande figuur toont het verloop van het inwonertal (bron: INSEE-tellingen).